# Loki Patera

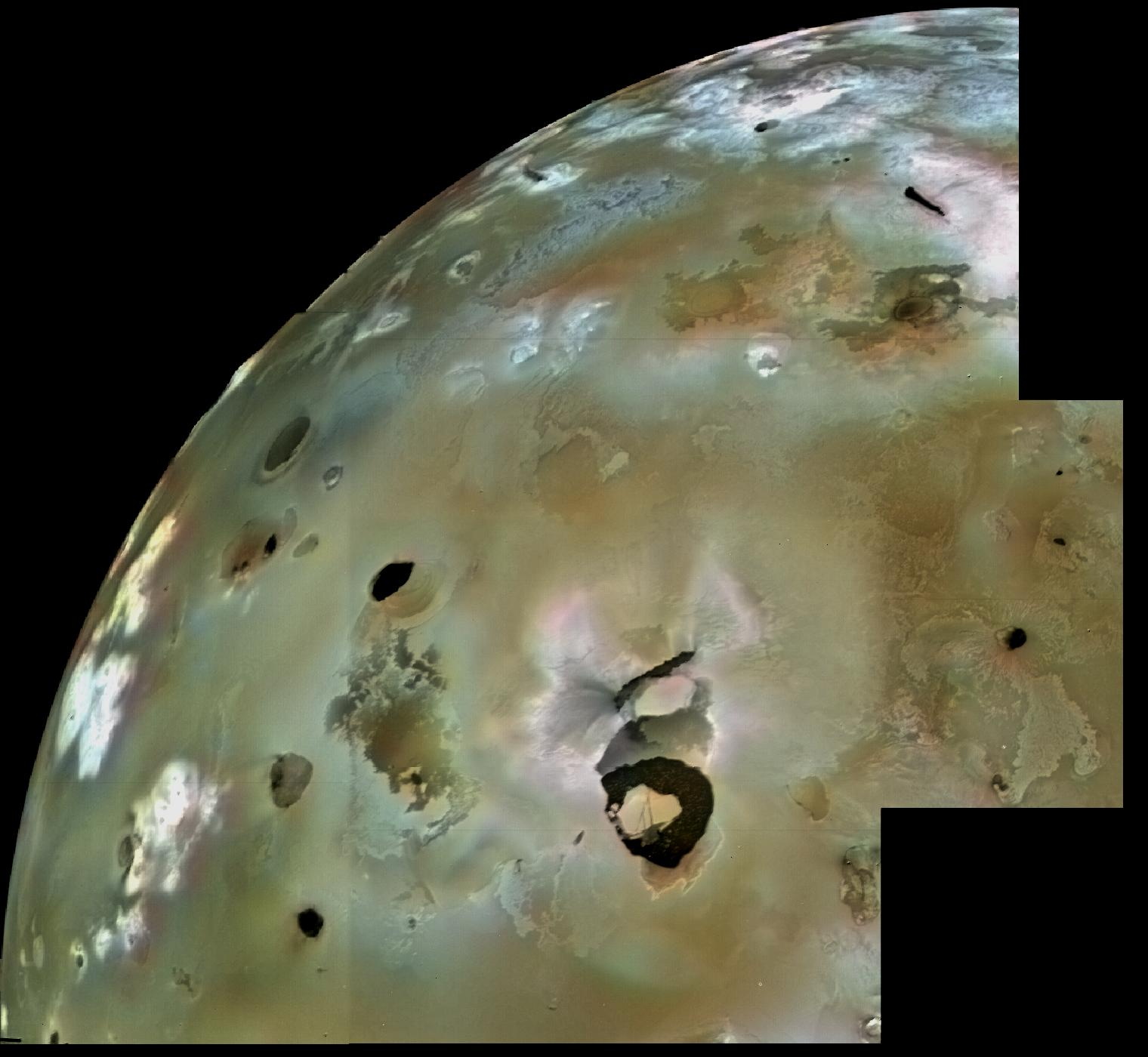
Imagen de Loki Patera tomada por el Voyager 1

Loki Patera es, con 202 km de diámetro, la depresión volcánica más grande de Ío, una de las lunas de Júpiter. Contiene un lago de lava en activo con fundiciones periódicas de la corteza. El nivel de actividad visto es similar al de las emisiones de magma de la dorsal mediooceánica terrestre. De acuerdo con las mediciones de emisiones termales tomadas por el Radiómetro y Espectrómetro Interferométrico de Infrarrojos (IRIS) de la Voyager 1, desde la superficie se emana azufre.
Los lagos de Ío como el Loki Patera son depresiones parcialmente inundadas con lava fundida y recubiertos con una corteza solidificada. Estos lagos de lava están directamente conectados a una reserva de magma por debajo. Las observaciones sobre las emisiones termales revelan cómo las rocas fundidas llegan a brillar a causa de la ruptura de la corteza en los límites de la patera.
Durante la renovación de la corteza de lava, el Loki puede emitir diez veces más calor cuando esta es estable. Una vez se produce una erupción, una ola de la capa fundida puede alcanzar un ratio de 1 km por día hasta que la capa se vuelva a formar. Una vez la nueva corteza se ha enfriado, se pueden producir más erupciones.